# Guionet
El guionet és un signe de puntuació que s'escriu amb una ratlla horitzontal enmig de la línia d'escriptura (-). No s'ha de confondre amb el guió, més llarg.

## Usos
- Separa algunes paraules compostes (Puig-reig), el verb dels pronoms febles enclítics (anar-hi) i les xifres (vint-i-u);
- Separa les paraules a final de línia per mantenir l'homogeneïtat de la pàgina (que quedin rectes els marges);
- Separa el dia, el mes i l'any quan s'indica la data per escrit als països mediterranis;

S'empra el guionet en els següents casos:
- En els numerals, per a separar les desenes de les unitats i les unitats de les centenes (D-U-C): trenta-cinc, dos-cents.
- En mots composts:
  - quan comencen amb el nom d'un punt cardinal: sud-americà
  - quan són una repetició onomatopeica d'un mateix mot o un mot similar: bum-bum, tic-tac, baliga-balaga
  - en paraules compostes quan el primer element acaba en vocal i el segon comença en r-, s- o x-: mata-rates, penya-segat, escura-xemeneies
  - quan la unió de dos mots pot provocar lectures errònies: pit-roig
- En els pronoms febles, quan van darrere el verb i aquest acaba en consonant o –u: dir-ho, atureu-vos, aneu-vos-en
- A la fi de línia, per a partir paraules.

Cal recordar que:
- No es pot deixar cap vocal sola ni al començament ni a la fi de la línia: Ma-ria, (no Mari-a)
- Cal separar correctament els dígrafs.

## Usos moderns
- Amb el consum massiu de continguts a Internet, el guionet ha esdevingut el separador més emprat per editors de tot el món, amb prevalença sobre altres signes com «_». A la pràctica s'ha convertit en l'opció més estesa per generar les anomenades urls amigables, és a dir aquelles adreces web auto descriptives[1] en llenguatge humà.